# No Rules (Kik Tracee)
No Rules è il primo album dei Kik Tracee, uscito nel 1991 per l'Etichetta discografica RCA Records.

## Tracce
1. Don't Need Rules (Shareaux) 3:18
2. Mrs. Robinson (Simon) 4:35 (Simon & Garfunkel Cover)
3. You're So Strange (Shareaux) 4:36
4. Trash City (Shareaux) 4:46
5. Hard Time (Shareaux) 4:24
6. Big Western Sky (Shareaux) 4:53
7. Generation Express (Shareaux) 6:21
8. Soul Shaker (Shareaux) 4:31
9. Tangerine Man (Shareaux) 4:46
10. Lost (Shareaux) 4:58
11. Velvet Crush (Shareaux) 3:44
12. Rattlesnake Eyes (Shareaux) 4:06
13. Romeo Blues (Shareaux) 4:46
14. Fade Dunaway (Shareaux) 00:41

## Formazione
- Stephen Shareaux - voce
- Michael Marquis - chitarra
- Gregory Hex - chitarra
- Rob Grad - basso
- Johnny Douglas - batteria